# Autostrada A3 (Rumunia)
Autostrada A3 w Rumunii, budowana autostrada, mająca łączyć stolicę kraju, Bukareszt z granicą z Węgrami koło Borș. 

## Opis trasy

### Bukareszt – Braszów
Fragment autostrady A3 o łącznej długości 173 km.
Na tej trasie planowane jest:
- 14 węzłów,
- mosty i wiadukty o długości 27,35 km
- tunele o długości 2,65 km

Planowane są dwie jezdnie o szerokości 7,5 m, a łączna szerokość ma wynieść 26 m.

### Braszów – Borș
- długość 415 km
- węzłów 16
- 267 mostów i wiaduktów o długości 55,55 km
- dwie jezdnie o szerokości 7,5 m

Ukończenie robót planowane jest na 2012 r.